# Rwanda aux Jeux olympiques d'été de 2000
Le Rwanda participe aux Jeux olympiques d'été de 2000 à Sydney. Sa délégation est composée de 5 athlètes répartis dans 2 sports et son porte-drapeau est Pierre Karemera. Au terme des Olympiades, la nation n'est pas à proprement classée puisqu'elle ne remporte aucune médaille. 

## Liste des médaillés rwandais
Aucun athlète rwandais ne remporte de médaille durant ces JO.

## Engagés rwandais par sport
Athlétisme
| Hommes | Femmes                                                 |
| --- | ------------------------------------------------------ |
| 1 500 m - Alexis Sharangabo : 1er tour, 3 min 44 s 06 Marathon - Mathias Ntawurikura : finale, 2 h 16 min 39 s (15e place) | 800 m - Christine Mukamutesi : 1er tour, 2 min 14 s 15 |

  Natation
| Hommes                                                  | Femmes                                                  |
| ------------------------------------------------------- | ------------------------------------------------------- |
| 50 m nage libre - Samson Ndayishimiye : séries, 38 s 76 | 100 m brasse - Pamela Girimbabazi : séries, non partant |